# Slavo Cagašík
Slavo Cagašík, właściwie Břetislav Cagašík (ur. 16 września 1921 w Nahošovicach, zm. 19 listopada 1948 koło Popradu) – czeski taternik, narciarz i pilot.
Slavo Cagašík miał czeskie korzenie, lecz od dzieciństwa mieszkał na Słowacji. Pierwsze sukcesy w narciarstwie odnosił już w 1936 roku, kiedy to zajął trzecie miejsce w biegu zjazdowym z Żelaznych Wrót. Największe narciarskie sukcesy odniósł w wieku 23 lat – wygrał wówczas szereg narciarskich zawodów w biegach zjazdowych, slalomie gigancie i kombinacji alpejskiej.
Do rozpoczęcia działalności wspinaczkowej namówił Cagašíka jego nauczyciel z jednej z popradzkich szkół – czeski taternik Antonín Veverka. W 1942 roku dołączył do środowiska bratysławskich działaczy JAMES-u i dzięki temu wszedł do czołówki czechosłowackich taterników. Jednym z jego największych taternickich sukcesów było przejście prawego filara północnych urwisk Żółtej Ściany. W 1947 roku miał poważny wypadek motocyklowy, którego konsekwencją była rezygnacja z dalszej działalności taternickiej. Po wypadku tym Cagašík zainteresował się lotnictwem sportowym.
Cagašík zginął 19 listopada 1948 roku na skutek obrażeń odniesionych w wypadku lotniczym nieopodal Popradu.